# Jules Joseph Meynier

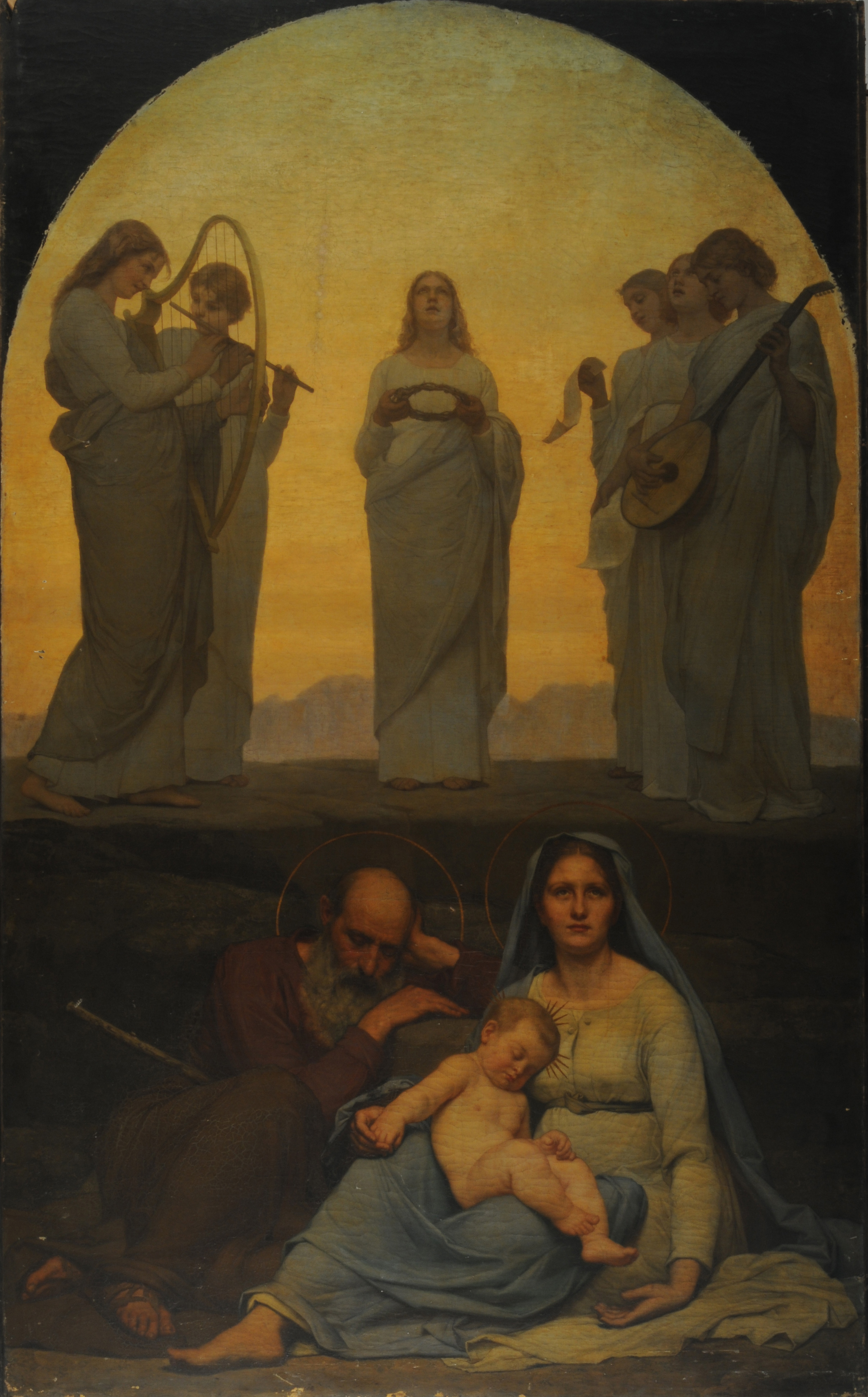
El sueño del niño Jesús en el Museo Nacional de Bellas Artes (Argentina).

Jules Joseph Meynier (París, 4 de noviembre de 1826-1903) fue un pintor francés del siglo XIX.

## Trayectoria
Estudió pintura con Charles Gleyre, Paul Delaroche y François-Augustin Bridoux en la Escuela de Bellas Artes de París. Participó en el Salón de París desde 1853 hasta su muerte. En 1867 obtuvo una medalla y en 1871 otra. Pintó los murales de la iglesia en Bourget Sena-Saint-Denis.

## Pinturas

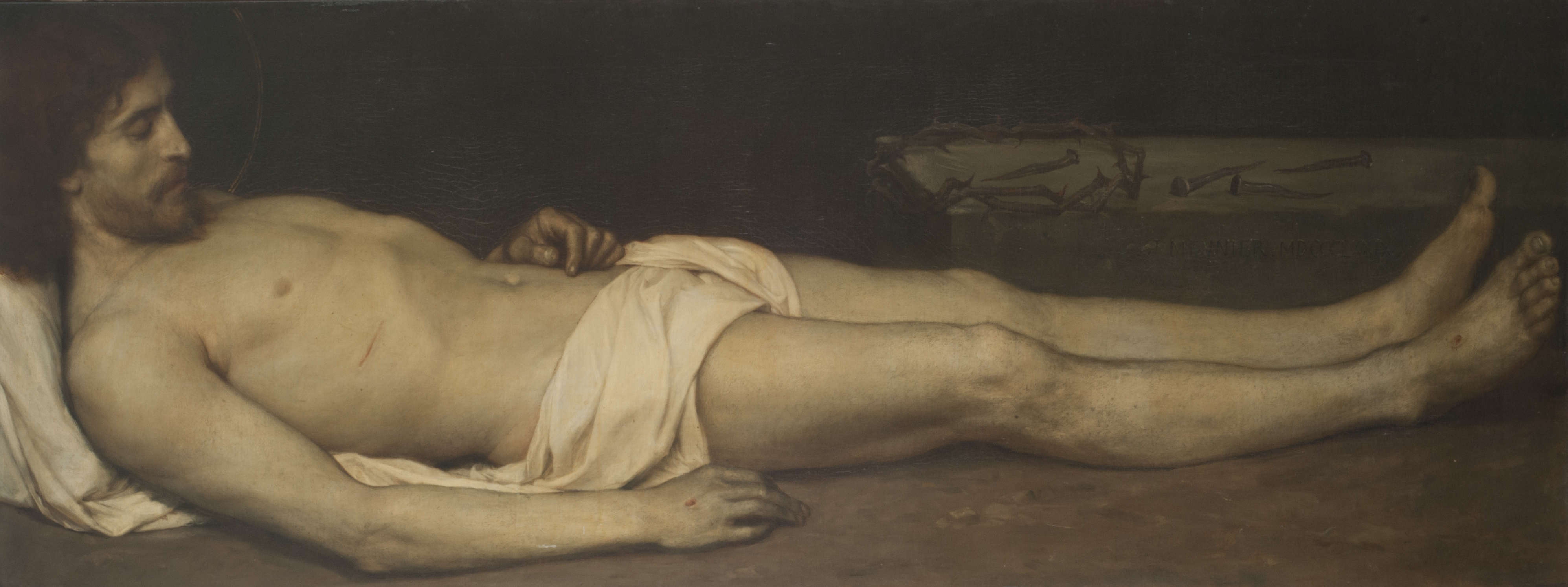
Cristo muerto, 1897, 55,5 x 145 cm, óleo sobre tela del Museo Nacional de Bellas Artes.

- Retour du calvaire, Musée National du Château de Pau.
- Vue du forum romain avec la colonnade du temple de Saturne, 1850.
- Vue du Capitole à Rome, 1850.
- Ruines antiques dans la région d'Ariccia, 1851.
- Jésus prêchant sur le lac de Tibériade, Mairie de La Seyne-sur-Mer
- Le Bain, Musée Calvet, Aviñón.
- Premiers chrétiens en prière, Musée Calvet, Aviñón.
- Le Satyre et le passant, 1872, Musée des Beaux-arts de Tours.
- Le Meunier, son fils et l'âne, Musée Antoine Lécuyer, Saint-Quentin.
- Chrysante et Daria, Musée des Beaux-Arts et de la Dentelle, Calais.
- Jésus apaisant la tempête, 1826, Musée des Beaux-arts de Cambrai.
- La Diseuse de bonne aventure.
- Le Sermon sur la montagne, 1859.
- Christ mort, 1897.
- El sueño del niño Jesús, en el Museo Nacional de Bellas Artes (Argentina).